# Voxnan
Voxnan er en ca 190 km lang flod i Hälsingland i Sverige, og Ljusnans største biflod. Afvandingsområdet er 3.710 km ². Der er mulighed for vandkraftproduktion på 50 MW. Den gennemsnitlige vandmængde ved udløbet er 39,6 m3/s.
Voxnan har sit udspring i Siksjön i Härjedalen og flyder roligt i starten mod sydøst ind i Hälsingland, hvor en strækning danner landskabsgrænsen til Dalarna. Den øverste del er populær til kanosejlads. Større bifloder i den øvre del er Björnån og Jättån.
Ved Voxna drejer Voxnan mod øst, løber gennem Edsbyn og Alfta, hvor den falder brat men også er helt tørlagt pga. vandkraftanlæg. Den løber ud i Ljusnan ved Bollnäs og søen Varpen.